# Dystaenia
Dystaenia es un género de plantas herbáceas perteneciente a la familia de las apiáceas.  Comprende 2 especies descritas y  aceptadas.

## Taxonomía
El género fue descrito por Masao Kitagawa y publicado en Botanical Magazine 51: 805. 1937. La especie tipo es: Dystaenia ibukiensis (Y.Yabe) Kitag.			

## Algunas especies
A continuación se brinda un listado de las especies del género Dystaenia aceptadas hasta septiembre de 2012, ordenadas alfabéticamente. Para cada una se indica el nombre binomial seguido del autor, abreviado según las convenciones y usos.
- Dystaenia ibukiensis (Y.Yabe) Kitag.
- Dystaenia takesimana (Nakai) Kitag.